# Blythe Hartley
Blythe Michaele Munro Hartley (Edmonton, 2 de mayo de 1982) es una deportista canadiense que compitió en saltos de trampolín y plataforma.
Participó en tres Juegos Olímpicos de Verano entre los años 2000 y 2008, obteniendo una medalla de bronce en Atenas 2004 en la prueba de plataforma sincronizada. En los Juegos Panamericanos consiguió cinco medallas, en los años 1999 y 2003.
Ganó cuatro medallas en el Campeonato Mundial de Natación entre los años 2001 y 2007.

## Palmarés internacional
| Juegos Olímpicos     | Juegos Olímpicos                | Juegos Olímpicos  | Juegos Olímpicos       |
| Año                  | Lugar                           | Medalla           | Prueba                 |
| -------------------- | ------------------------------- | ----------------- | ---------------------- |
| 2004                 | Atenas (Grecia)                 | Medalla de bronce | Plataforma 10 m sincro |
| Campeonato Mundial   |                                 |                   |                        |
| Año                  | Lugar                           | Medalla           | Prueba                 |
| 2001                 | Fukuoka (Japón)                 | Medalla de oro    | Trampolín 1 m          |
| 2003                 | Barcelona (España)              | Medalla de bronce | Trampolín 1 m          |
| 2005                 | Montreal (Canadá)               | Medalla de oro    | Trampolín 1 m          |
| 2007                 | Melbourne (Australia)           | Medalla de plata  | Trampolín 1 m          |
| Juegos Panamericanos |                                 |                   |                        |
| Año                  | Lugar                           | Medalla           | Prueba                 |
| 1999                 | Winnipeg (Canadá)               | Medalla de plata  | Plataforma 10 m        |
| 1999                 | Winnipeg (Canadá)               | Medalla de bronce | Trampolín 3 m          |
| 2003                 | Santo Domingo (Rep. Dominicana) | Medalla de oro    | Trampolín 3 m          |
| 2003                 | Santo Domingo (Rep. Dominicana) | Medalla de oro    | Trampolín 3 m sincro   |
| 2003                 | Santo Domingo (Rep. Dominicana) | Medalla de bronce | Plataforma 10 m        |